# Lanester
Lanester är en kommun i departementet Morbihan i regionen Bretagne i nordvästra Frankrike. Kommunen ligger i kantonen Lanester som tillhör arrondissementet Lorient. År 2022 hade Lanester 23 188 invånare.

## Befolkningsutveckling
Antalet invånare i kommunen Lanester
| Referens: INSEE |